# Flügelfleck-Erzschwebfliege
Die Flügelfleck-Erzschwebfliege (Cheilosia pictipennis) ist eine Fliege aus der Familie der Schwebfliegen (Syrphidae).

## Merkmale
Die Fliegen erreichen eine Länge von 10 bis 13 Millimetern. Ihre Stirn ist fahlgelb behaart und bei den Männchen grau bestäubt, mit einer Längsfurche, die Weibchen besitzen drei Furchen. Die Fühler sind dunkelbraun, das dritte Glied ist rostrot und glänzt weißlich. Die braun gefärbte Fühlerborste ist unbehaart. Das Gesicht ist glänzend schwarz, unterhalb der Fühler ist es leicht nach innen gewölbt, unter den Augen gerade abfallend. Es trägt ein kleines spitzes Gesichtshöckerchen. Mesonotum und Schildchen (Scutellum) sind dunkel gefärbt und dicht blass rotgelb, bei den Weibchen fahlgelb behaart. Das Abdomen ist schwarzgrün glänzend, wobei die ersten beiden Glieder bei den Männchen zottig blass gelb, ansonsten schwarz behaart sind. Der Hinterleib der Weibchen ist rotgelb behaart. Die Flügel haben am Vorderrand ein braungelbes Randmal und ebenso gefärbte Adern. Mittig befinden sich drei braune Flecken. Die Schenkel sind schwarz und haben eine gelbe Spitze, die Schienen sind gelblich gefärbt und haben bei den Männchen mittig eine braune Färbung. Die Tarsen sind braun gefärbt und anliegend rot behaart. 

## Vorkommen und Lebensweise
Die Tiere kommen von Mitteleuropa bis Sibirien vor, leben vor allem in Nadelwäldern der höheren bzw. kälteren Lagen und sind im Flachland nur lokal anzutreffen. Sie fliegen von Mai bis Juli und sind an Blüten auf sumpfigen Wiesen zu finden. 